# HMS Birmingham (1936)
HMS Birmingham (Его величества корабль «Бирмингем») — британский лёгкий крейсер, первой серии крейсеров типа «Таун». Заказан 1 марта 1935 года на верфи Devonport Dockyard в Плимуте. Крейсер вторым кораблём в Британском флоте стал носить это имя. Первым был крейсер времён Первой мировой войны, сданный на слом в 1931 году. Бирмингем был заложен 18 июля 1935 года, спущен на воду 1 сентября 1936 года. 18 ноября 1937 года строительство было завершено и корабль ввели в строй.
Девиз корабля звучал: «Forward» — Вперёд!

## История службы

### Предвоенный период
После недолгой службы в отечественных водах, крейсер был направлен на Китайскую станцию. Начало войны крейсер встретил в составе 5-й крейсерской эскадры этой станции.

## Вторая мировая война
На 3 сентября 1939 года — начало Второй мировой войны — крейсер базировался в Сингапуре. В течение сентября — октября он выполнял функции по защите собственного судоходства в Индийском океане и Малаккском проливе, одновременно пытаясь перехватить вражеские суда, прорывающиеся в Европу.
4 ноября совместно с крейсером Dauntless совершил переход в Гонконг. С 10 ноября, базируясь в этом порту, перехватывал контрабанду в китайских водах. 28 ноября сопровождал французский лайнер Andre Lebon.
9 декабря от голландского корабля было получено сообщение, что немецкий пароход Burgenland был встречен на переходе из Кобе и крейсер совместно со вспомогательным крейсером Moreton Bay направился к берегам Японии для поиска вражеского судна. 17 декабря при заправке с танкера Francol, крейсер столкнулся с последним и получил повреждения. 27 декабря во время ремонта в доке Гонконга на крейсере был заменён винт и отремонтирован нос корабля.
3 января 1940 года крейсер отправился через Александрию в состав Средиземноморского флота. 22 января он прибыл на Мальту, где снова встал на непродолжительный ремонт. В феврале крейсер проследовал дальше, в отечественные воды, войдя в состав 18-й эскадры крейсеров Home Fleet’а.

## В составе Home Fleet’а
27 марта 1940 года крейсер был определён для участия в составе Соединения «WB», совместно с эсминцами Hyperion и Hero, в планируемой постановке минных заграждений у берегов Норвегии (Operation Wilfred). 31 марта вместе с эсминцами Fearless и Hostile он был направлен в море, к берегам Норвегии, для перехвата любых немецких судов, оказавшихся в данном районе. Дополнительно отряду ставилась задача захвата рыболовных траулеров противника и прикрытия своих сил, которым предстояло ставить мины. Отряд оперировал у норвежского побережья до вечера 7 апреля, успев захватить в качестве призов три немецких траулера: «Фрисланд» (247 брт), «Бланкенберг» (336 брт) и «Нордланд» (392 брт).

### Норвежская кампания
8 апреля находясь с линейным крейсером Renown (флаг вице-адмирала Уильяма Дж. Уайтворта) на прикрытии минных постановок, был послан командующим на патрулирование в Вест-фьорд, однако из-за нехватки топлива получил приказ вернуться в Скапа-Флоу. 10 апреля у норвежского побережья попал под авианалёт.
13 апреля вместе с крейсерами Manchester и Cairo в сопровождении эсминцев Nubian, Sikh и Somali вышел в качестве сил прикрытия войскового конвоя NP1, с десантными силами в Норвегию (Operation Rupert/R4). 14 апреля вместе с крейсерами Manchester и Cairo в сопровождении эсминцев Highlander, Vanoc и Whirlwind сопровождал польский лайнер Chobry и лайнер Empress of Australia во время их перехода к Намсусу (Operation Maurice). Позже пункт назначения был изменён на Lillesjona из-за воздушной угрозы и нехватки разгрузочных средств в гавани Намсуса. 15 апреля войска пересадили на эсминцы для последующей там высадки. 17 апреля крейсер пришёл в Скапа-Флоу, сопровождая с эсминцами Vanoc и Whirlwind лайнер Empress of Australia.
20 апреля вышел с крейсером Cairo и двумя французскими эсминцами в качестве эскорта французского войскового транспорта Ville d’Alger во время заключительной высадки в Намсусе. 22 апреля вернулся в Скапа-Флоу.
24 апреля вышел из Розайта для доставки боеприпасов для «Sickle Force» в Andalsnes и Мёльде вместе с крейсерами Manchester и York с прикрытием из эсминцев Acheron, Arrow и Griffin. Войска и припасы были успешно выгружены с Бирмингема и York. 25 апреля Бирмингем и Manchester отправились в совместный патруль в норвежские воды. 26 апреля Бирмингем потопил немецкий траулер Schelswig (Schiff 37) шедший под голландским флагом. В ходе последующей операции Бирмингем столкнулся с эсминцем Arrow.
1 мая участвовал в эвакуации союзных войск из Andalsnes и Мёльде. Вместе с крейсерами Manchester и Calcutta, шлюпом Auckland и эсминцами Diana, Delight, Inglefield, Somali и Mashona принял 390 человек и доставил их 2 мая в Скапа-Флоу.
8 мая вместе с крейсерами Manchester и Sheffield передан Командованию Нор, для действий в южной части Северного моря. И уже 9 мая крейсер вместе с эсминцами Janus, Havock, Hereward и Hyperion вышел в море для действий в районе Little Fisher Bank. На переходе корабли подверглись удару с воздуха. В то же самое время, эсминец Kelly во время боя с немецкими торпедными катерами получил торпедное попадание. Его взял на буксир эсминец Bulldog и повёл его в устье Тайна. 10 мая крейсер вместе с крейсером Sheffield прикрывал данные корабли.
12 мая крейсер прибыл в Гарвич и тут же был перенацелен на поддержку голландских войск на острове Терсхеллинг в связи с начавшимся немецким наступлением.
С июня по август крейсер вместе с крейсерами 1-й крейсерской эскадры базировался в устье реки Хамбер для патрулирования в Северном море против ожидавшегося немецкого вторжения. 31 августа переведён в Ширнесс и вместе с крейсерами Manchester и Southampton, а также флотилией эсминцев вышел в море на поиски сил вторжения, которых, естественно, не обнаружили.

### Ремонт
В сентябре крейсер встал на ремонт в Ливерпуле. В ходе него на крейсер установили поисковой радар Type 286M и таким образом он стал первым кораблём, оснащённым подобной РЛС. Помимо этого на крейсере установили оборудования идентификации самолётов Королевских ВВС. Только 27 декабря 1940 года крейсер вернулся в состав флота и вошёл в состав 18-й эскадры крейсеров, для действий у северо-западных подходов по поиску вражеских рейдеров и блокадопрорывателей.
24 января помогал крейсерам Aurora и Naiad вместе с крейсером Edinburgh и тремя эсминцами сопровождать торговые суда Elizabeth Burke, Taurus и Tai Shan вышедших из Гётеборга вместе с необходимыми товарами, закупленными в Швеции (Operation Rubble).
9 февраля крейсер вступил в охрану войскового конвоя WS6A, следующего на Ближний Восток. Помимо Бирмингема в эскорт входили крейсер Phoebe и вспомогательный крейсер Cathay. Они выполняли функции океанского эскорта вплоть до Фритауна. 15 февраля к конвою присоединились линкор Rodney в сопровождении эсминцев Eclipse и Electra.
17 февраля Родней и его эскорт оставили конвой, а им на замену прибыли линейный крейсер Renown и авианосец Ark Royal. 21 февраля присоединился линкор Malaya. 1 марта конвой прибыл во Фритаун. 6 марта Бирмингем вместе с крейсером Phoebe и вспомогательным крейсером Cathay вышли из Фритауна с секцией конвоя WS6 и 21 марта корабли прибыли в Кейптаун. Там Бирмингем остался для защиты торгового судоходства в Южной Африке, но уже в апреле крейсер вернулся в Скапа-Флоу.
6 мая крейсер вышел в качестве океанского эскорта 1-й минной эскадрой для минно-заградительной операции у Северного барража (Operation SN9A). 7 мая Бирмингем вместе с крейсерами Edinburgh, Manchester, эсминцем Somali и тремя другими эсминцами отделился для перехвата немецкого метеорологического судна Мюнхен. Целью операции был захват шифровальной машины Энигма, находящейся на борту корабля. В ходе операции Мюнхен был потоплен, а часть документов и саму машину англичанам удалось захватить до того, как немецкий корабль затонул.
19 мая вышел вместе с крейсером Manchester на патрульную линию Фарерские острова — Исландия. 23 мая соединился с крейсером Arethusa. 24 мая после потопления линейного крейсера Hood прикрывал возможные пути отступления немецкого линкора Bismarck к северо-востоку от Исландии.

## Флагман Южноафриканской станции
4 июня крейсер снова передан южноафриканской станции в качестве флагмана, для защиты торгового судоходства. По пути он был выделен в качестве океанского эскорта очередного войскового конвоя из Клайда до Дурбана. 7 июня он вышел вместе со вспомогательным крейсером Dunottar Castle сопровождая конвой WS9A. 14 июня они благополучно прибыли во Фритаун. 20 июня они покинули его и направились в Кейптаун, прибыв туда 2 июля. 5 июля вместе с конвоем вышел в Дурбан, а 9 июля был заменён крейсером Hawkins. 12 июля вышел для действий по защите торгового судоходства и перехвата рейдеров. Всю оставшуюся часть года он провёл в подобных операциях в южных морях.
В январе 1942 года вместе со вспомогательным крейсером Asturias находился у Фолклендских островов для предотвращения возможной атаки после вступления в войну Японии.
В феврале крейсер встал на ремонт на верфи Саймонстаун в Южной Африке. В ходе ремонта на корабле установили 20-мм зенитные автоматы, радар управлением огнём главного калибра Type 284, а РЛС надводного обнаружения Type 286M был заменён на улучшенную британскую разработку Type 291, использующую вращающуюся антенну вместо неподвижной.
Во время ремонта, в марте 1942 года был переведён в 4-ю крейсерскую эскадру Восточного флота. В мае, по завершении испытаний вместе с крейсером Newcastle был назначен на службу в Средиземное море и 25 мая через Суэц отправился в Александрию.

## На Средиземном море
6 июня крейсер прибыл в Александрию и вступил в состав 15 крейсерской эскадры. Уже 11 июня крейсер участвовал в операции по доставке подкреплений на Мальту (операция Vigorous). 15 июня крейсер пострадал от воздушных атак. От близких разрывов корпус получил существенный прогиб, вызвавший повреждение башенных установок. 16 июня корабли вернулись в Александрию, так как операция была отменена из-за угроз атаки итальянского флота, а также продолжающихся воздушных атак.
2 июля крейсер ушёл в Килиндини (Момбаса), чтобы вернуться в состав Восточного флота.

## В Индийском океане
18 июля вместе с линкором Warspite, и авианосцами Formidable и Illustrious вышел из Килиндини в море. Это было демонстрацией активизирующихся британских сил в регионе. 21 июля эти корабли отправились в Коломбо совместно с крейсером Mauritius, эсминцами Norman, Nizam, Inconstant и голландским Van Galen образовав Соединение «A». 25 июля корабли прибыли в Коломбо и были готовы к выходу для прикрытия 3-х пустых конвоев в Бенгальском заливе. Конвои должны были имитировать высадку на Андаманские острова (Operation STAB). Цель операции была отвлечение японских сил от Соломоновых островов, где в скором времени предстояла операция по высадке союзных войск на Гуадалканале. 2 августа операция была отменена, после объявления главного командования о том, что цели операции были выполнены. 11 августа крейсер вместе с минным заградителем Manxman вернулся в Килиндини.
5 сентября крейсер вместе с Восточным флотом в составе крейсера Gambia, авиатранспорта Albatross эсминцев Express, Fortune, Hostspur и Inconstant и голландского крейсера Van Heemskerk с 29-й пехотной бригадой (29th Infantry Brigade) на борту направился в Махадзангу для операции по захвату Мадагаскара (Operation Stream). 10 сентября крейсер прикрывал высадку в Махадзанге. С 12 по 15 сентября поддерживал высадку в Antanarive, 18 сентября высадку в Туамасине.
В октябре — ноябре вернулся к защите торгового судоходства в Индийском океане. 24 ноября спасал людей с парохода Tilawa, потопленного японской подводной лодкой I-129 у Бомбея. После этого по февраль 1943 года продолжал патрулирование в Индийском океане, пока не был назначен на переход в Великобританию.
1 марта вышел в охранении конвоя WS26 из Дурбана, совместно с крейсером Ceres. Корабли направлялись в Аден. 8 марта от конвоя отделился Ceres, а 9 марта и Бирмингем был заменён крейсером Hawkins, после чего корабль направился в Девонпорт. По прибытии туда в апреле, крейсер встал на ремонт и модернизацию, с планируемым дальнейшим возвращением в состав Восточного флота. На крейсере установили РЛС управления зенитным огнём Type 285, РЛС воздушного обнаружения Type 281) и система определения «свой-чужой». Также радар Type 291 был заменён на 10 см радар воздушного и поверхностного обнаружения Type 273. По окончании ремонта в сентябре, прошёл испытания в Плимуте.

### Повреждение торпедой
В октябре был определён на дипломатическую службу в составе флота Метрополии, по окончании которой, 18 ноября 1943 года через Средиземное море вновь отправился в состав Восточного флота. 27 ноября крейсер прибыл в Восточное Средиземноморье, а 28 ноября у берегов Киренаики, в точке 33°05′ с. ш. 21°43′ в. д., получил торпеду с немецкой подводной лодки U-407. В результате попадания погибло 29 человек, у крейсера были затоплены носовые погреба, корабль получил дифферент в 8 градусов, а его скорость упала до 20 узлов.
С декабря 1943 по апрель 1944 года крейсер проходил временный ремонт на верфи в Александрии для подготовки к предстоящему переходу в США.

### Ремонт в США и последующая модернизация
В мае крейсер отправился в США, прибыв 9 июня на верфь Navy Yard в Норфолк (Виргиния). Ремонт, в ходе которого были проведены подготовительные работы по установке дополнительного радиолокационного оборудования, продолжался до октября.
В ноябре, после проведения испытаний крейсер совершил переход в Великобританию для окончательного ремонта, встав на него на верфи в Портсмуте. В ходе него был установлен радар управления зенитным огнём Type 282, а также сняты кормовая башня «X» и авиационное вооружение.

## Снова в отечественных водах
14 января 1945 года крейсер вошёл в состав 10-й эскадры крейсеров Home Fleet’а в Скапа-Флоу. В феврале и марте в составе флота выходил в море для нарушения судоходства у норвежского побережья.
3 апреля вышел с крейсером Bellona для прикрытия эскортных авианосцев Queen, Searcher и Trumpeter в подобной операции, которая была отменена из-за плохих погодных условий. Тем не менее крейсер продолжал патрулирование за полярным кругом до 12 апреля.
5 мая вместе с крейсером Dido, эсминцами Zealous, Zephyr и Zest отправился в Копенгаген, чтобы принять капитуляцию немецких кораблей (Операция Cleaver). 6 мая прибыл туда и принял капитуляцию немецких крейсеров Prinz Eugen и Nurnberg. 13 мая был заменён крейсером Devonshire и отправился в Скапа-Флоу.
26 мая погрузил в Розайте на борт войска и направился в Тронхейм, для оказания помощи в пленении немецких войск, ещё не капитулировавших в этом районе, куда и прибыл 28 мая.
До окончания Второй мировой войны, в июне — августе 1945 года исполнял обязанности флагмана 10-й эскадры крейсеров, вплоть до самой капитуляции Японии.